# Charles Claoué
Marie Louis Charles Claoué (1897-1957) est un chirurgien français, un des précurseurs de la chirurgie esthétique et réparatrice et défenseur des médecines alternatives.

## Biographie
Né le 26 août 1897 à Sète (Hérault), Charles Claoué fait ses études de médecine à l'université de Bordeaux pendant la première guerre. Son père, Raymond, médecin bordelais reconnu, lui conseille d'aller à Vienne, ville renommée pour son excellence en chirurgie du visage, notamment sur les mutilés de guerre. Il complète sa formation à Berlin auprès d'excellents chirurgiens.
Il épouse Isabelle Singrün le 22 novembre 1920 avec laquelle il a quatre fils.  
Devenu professeur d’anatomie à Bordeaux, il est nommé chef de service d’oto-rhino-laryngologie à la suite de son père et, à la suite du Pr Léon Dufourmentel chargé en 1918 de soigner les Gueules Cassées. Il se spécialise dans la chirurgie réparatrice, pour refaire les « gueules cassées » de la Grande Guerre. Il crée parallèlement le premier enseignement libre et privé de chirurgie réparatrice en collaboration avec des médecins tchèques. Il participe également à la création en 1930 de la Société française de chirurgie réparatrice, plastique et esthétique, présidée par Louis Dartigues qui voulait tenter d'organiser la chirurgie reconstructive, et dont il devient secrétaire général. Cependant, la baisse de crédibilité de Dartigues conduit à la dissolution de la société en octobre 1931. Charles Claoué contribue aussi au premier Congrès international de chirurgie plastique. Il publie une technique de plastie mammaire puis ouvre un cabinet dans le XVIe arrondissement de Paris, 12 avenue Alphand, et acquiert une notoriété telle qu'il devient le chirurgien esthétique attitré de la haute société parisienne. 
En outre, il participe activement à la naissance du cinéma scientifique en fondant avec Jean Painlevé la Cinémathèque scientifique française. 
Cependant, la Seconde Guerre mondiale éclate. Germanophone et germanophile, il prend part, en tant que directeur de la “section scientifique”, au “groupement des énergies françaises pour l'unité continentale” fondé par Otto Abetz, autrement appelé Groupe Collaboration, qui réactive le Comité France-Allemagne d'avant-guerre. Un moment inquiété par les autorités nazies dans l'affaire du sauvetage des petits-enfants du général Giraud, il échappe au camp de Drancy en partant pour Cognac (Charente), où la police allemande le retrouve finalement. Il est contraint, en échange d'une relative tranquillité, à attester de la mort accidentelle de la fille du général Giraud. Accusé de collaboration à la Libération, il sera relaxé par le tribunal.[réf. nécessaire]
En 1949, Charles Claoué, président du CEBEM (Centre d’études biologiques et médicales), décide avec Charles de Saint-Savin, magnétiseur, de regrouper les guérisseurs de France et crée le Groupement national pour l'organisation de la médecine auxiliaire (GNOMA). 
Grâce au travail de sa bru et collaboratrice Madeleine Meunier, il parvient à acquérir les 6 étages de l'immeuble où est installé son cabinet en seulement 3 mois et inaugure en 1950 la Clinique esthétique Alphand.
Il écrit plusieurs livres dont le plus connu est Le Mal d'Hippocrate, publié en 1950 aux éditions de la Liberté. Il se présenta à l'élection partielle de la deuxième circonscription de Paris les 22 juin et 6 juillet 1952. 
Il meurt le 18 février 1957 en Seine-et-Oise à la suite d'un accident de voiture survenu porte Maillot le 23 janvier.

## Sources
- Témoignage de Madeleine Claoué, née Meunier, belle-fille de Charles Claoué (recueilli par Jonathan Lafarge, arrière-petit-fils de Charles Claoué, le 19 juillet 2007).[réf. nécessaire]
- Pierre Taittinger, Et Paris ne fut pas détruit, Nouvelles éditions Latines, Paris, 1956.
- Biographie des principales personnalités françaises décédées au cours de l'année 1957, Hachette, Paris, 1958.